# Châteauvieux, Var
Châteauvieux (Castèuvièlh trong tiếng provençal de norme classique et Castèu-Vièi dans la norme mistralienne) là một xã, thuộc tỉnh Var trong vùng Provence-Alpes-Côte d’Azur, Pháp. Xã này có diện tích 14,97 km², dân số năm 2006 là 68 người. Xã này nằm ở khu vực có độ cao trung bình 1050 mét trên mực nước biển.
Xã này nằm ở cực đông nam tỉnh Var, trong thung lũng bên sông Artuby.

## Biến động dân số
| Năm | 1962 | 1968 | 1975 | 1982 | 1990 | 1999 | 2004 | 2006 |
| --- | ---- | ---- | ---- | ---- | ---- | ---- | ---- | ---- |
| Dân số | 20   | 26   | 26   | 34   | 46   | 73   | 70   | 68   |
| From the year 1962 on: No double counting—residents of multiple communes (e.g. students and military personnel) are counted only once. |      |      |      |      |      |      |      |      |